# Youssef En-Nesyri
Youssef En-Nesyri (Tez 1 de junio de 1997) es un futbolista marroquí que juega como delantero en el Fenerbahçe S. K. de la Superliga de Turquía.

## Trayectoria

### Clubes
Llegó al Málaga C. F. procedente de la Academia Mohammed VI durante la temporada 2015-16. Jugó tanto en el Juvenil A como en el Atlético Malagueño. Hizo su debut con el filial malaguista el 16 de abril de 2016, anotando el último gol en un 1-3 en Tercera División; concretamente en una victoria a domicilio contra el Guadix C. F. Marcó goles consecutivos en los siguientes tres partidos contra el C. D. Huétor Tájar, River Melilla C. F. y F. C. Vilafranca y pasó a convertirse en un jugador integrante para el filial que ese año estuvo a punto de ascender a Segunda División B. Durante el verano de 2016 participó en la pretemporada del primer equipo marcando 6 goles y disputando un total de 226 minutos. Finalmente, consiguió ficha en el primer equipo.
En el verano de 2018, después de jugar el Mundial de Rusia, fue traspasado al Club Deportivo Leganés. En la 13.ª jornada convirtió su primer gol con el C. D. Leganés en Primera División, en la victoria por 1 a 0 sobre el Deportivo Alavés.
El 16 de enero de 2020 fichó por el Sevilla F. C. que pagó 20 millones de euros al equipo pepinero. Debutó dos días después ante el Real Madrid C. F.
Tras su doblete ante el F. C. Krasnodar, se convirtió en el jugador de la plantilla con mejor promedio goleador y tras finalizar la fase de grupos, con un doblete ante el Rennes FC es uno de los máximos goleadores de la Champions y el máximo goleador del Sevilla. Además, con los dos goles ante el Krasnodar, conseguido en 3 minutos, desbancaba a Wissam Ben Yedder de tener el honor de haber marcado un doblete más rápido en Liga de Campeones de la UEFA pues el franco-tunecino lo logró en 4 minutos.
El 9 de enero de 2021 marcaba su primer hat-trick con el equipo hispalense ante la Real Sociedad. Justo dos semanas, repitió triplete, en esta ocasión ante el Cádiz C. F. El 21 de abril de 2021, con el gol que marca en la victoria por 0 a 1 al Levante, se convertía junto a Frédéric Kanouté en el tercer jugador que más goles marcó en los cincuenta primeros partidos (21) y se convertía en el futbolista marroquí que más goles marcó en la liga.
En la siguiente temporada, bajo el mando de Sampaoli y, posteriormente de Mendilibar, volvió a convertirse en un jugador excepcional, marcando 16 goles tras el mundial de Catar, 2 de ellos decisivos para eliminar al Manchester United de los cuartos de Liga Europa. En ese mes, abril de 2023, volvió a ganar el premio de mejor jugador del mes de La Liga, siendo su segundo título individual de ese índole.
En julio de 2024 puso fin a su etapa como sevillista, que duró cuatro años y medio en los que anotó 73 goles en los 196 partidos que disputó. Se marchó traspasado al Fenerbahçe S. K. turco.

## Selección nacional

### Categorías inferiores
Ha sido internacional sub-20 y sub-23 con la selección marroquí, jugando siete partidos y marcando tres goles en la primera y jugando dos partidos en la segunda.

### Absoluta
Desde agosto de 2016 es internacional absoluto con su país. Hizo su debut en un amistoso contra Albania y marcó su primer gol con la selección en un partido de la Copa de África contra Togo. Fue convocado para la Copa África 2021.
Acudió a las Copas del Mundo de 2018 y 2022. En ambas ediciones consiguió ver puerta, por lo que se convirtió en el primer marroquí en marcar en dos fases finales del torneo. En la segunda de ellas también anotó el único gol de los cuartos de final contra Portugal que permitió a Marruecos ser la primera selección africana en disputar las semifinales.

#### Participaciones en Copas del Mundo
| Mundial      | Sede  | Resultado      | Partidos | Goles |
| ------------ | ----- | -------------- | -------- | ----- |
| Mundial 2018 | Rusia | Fase de grupos | 1        | 1     |
| Mundial 2022 | Catar | Cuarto puesto  | 7        | 2     |

#### Goles internacionales
| Gol | Fecha                   | Lugar                                              | Oponente            | Gol | Resultado      | Competición                       |
| --- | ----------------------- | -------------------------------------------------- | ------------------- | --- | -------------- | --------------------------------- |
| 1.  | 20 de enero de 2017     | Stade d'Oyem, Oyem, Gabón                          | Togo                | 3–1 | 3–1            | Copa de África 2017               |
| 2.  | 9 de junio de 2018      | A. Le Coq Arena, Tallinn, Estonia                  | Estonia             | 3–0 | 3–1            | Amistoso                          |
| 3.  | 25 de junio de 2018     | Arena Baltika, Kaliningrado, Rusia                 | España              | 2–1 | 2–2            | Copa Mundial de Fútbol 2018       |
| 4.  | 8 de septiembre de 2018 | Stade Mohammed V, Casablanca, Marruecos            | Malaui              | 2–0 | 3–0            | Clasificación Copa de África 2019 |
| 5.  | 8 de septiembre de 2018 | Stade Mohammed V, Casablanca, Marruecos            | Malaui              | 3–0 |                | Clasificación Copa de África 2019 |
| 6.  | 20 de noviembre de 2018 | Stade Olympique de Radès, Rades, Túnez             | Túnez               | 1–0 | 1–0            | Amistoso                          |
| 7.  | 28 de junio de 2019     | Estadio Al-Salam, Cairo, Egipto                    | Costa de Marfil     | 1–0 | 1–0            | Copa de África 2019               |
| 8.  | 5 de julio de 2019      | Estadio Al-Salam, Cairo, Egipto                    | Benín               | 1–1 | 1–1 (1–4 pen.) | Copa de África 2019               |
| 9.  | 19 de noviembre de 2019 | Prince Louis Rwagasore Stadium, Buyumbura, Burundi | Burundi             | 2–0 | 3–0            | Clasificación Copa de África 2021 |
| 10. | 9 de octubre de 2020    | Stade de Marrakech, Marrakech, Marruecos           | Senegal             | 2–0 | 3–1            | Amistoso                          |
| 11. | 17 de noviembre de 2020 | Stade de la Réunification, Douala, Camerún         | Rep. Centroafricana | 0–2 | 0–2            | Clasificación Copa de África 2021 |
| 12. | 25 de enero de 2022     | Stade Ahmadou Ahidjo, Yaundé, Camerún              | Malawi              | 1–1 | 2–1            | Copa de África 2021               |
| 13. | 9 de junio de 2022      | Estadio Príncipe Moulay Abdellah, Rabat, Marruecos | Sudáfrica           | 1–1 | 2–1            | Clasificación Copa de África 2023 |
| 14. | 13 de junio de 2022     | Estadio Mohammed V, Casablanca, Marruecos          | Liberia             | 2–0 | 2–0            | Clasificación Copa de África 2023 |
| 15. | 17 de noviembre de 2022 | Estadio Sharjah, Sharjah, Emiratos Árabes Unidos   | Georgia             | 1–0 | 3–0            | Amistoso                          |
| 16. | 1 de diciembre de 2022  | Estadio Al Thumama, Doha, Catar                    | Canada              | 2–0 | 2–1            | Copa Mundial de Fútbol de 2022    |
| 17. | 10 de diciembre de 2022 | Estadio Al Thumama, Doha, Catar                    | Portugal            | 1–0 | 1–0            | Copa Mundial de Fútbol de 2022    |

## Estadísticas

### Clubes
Actualizado al último partido disputado el 12 de agosto de 2025.
| Club                        | Div.          | Temporada     | Liga  | Liga  | Liga   | Copas nacionales | Copas nacionales | Copas nacionales | Copas internacionales | Copas internacionales | Copas internacionales | Total | Total | Total  |
| Club                        | Div.          | Temporada     | Part. | Goles | Asist. | Part.            | Goles            | Asist.           | Part.                 | Goles                 | Asist.                | Part. | Goles | Asist. |
| --------------------------- | ------------- | ------------- | ----- | ----- | ------ | ---------------- | ---------------- | ---------------- | --------------------- | --------------------- | --------------------- | ----- | ----- | ------ |
| Atlético Malagueño · España | 3.ª           | 2015-16       | 5     | 4     | 0      | —                | —                | —                | —                     | —                     | —                     | 5     | 4     | 0      |
| Atlético Malagueño · España | 3.ª           | 2016-17       | 5     | 5     | 0      | —                | —                | —                | —                     | —                     | —                     | 5     | 5     | 0      |
| Atlético Malagueño · España | Total club    | Total club    | 10    | 9     | 0      | 0                | 0                | 0                | 0                     | 0                     | 0                     | 10    | 9     | 0      |
| Málaga C. F. · España       | 1.ª           | 2016-17       | 13    | 1     | 1      | 2                | 0                | 0                | —                     | —                     | —                     | 15    | 1     | 1      |
| Málaga C. F. · España       | 1.ª           | 2017-18       | 25    | 4     | 0      | 1                | 0                | 0                | —                     | —                     | —                     | 26    | 4     | 0      |
| Málaga C. F. · España       | Total club    | Total club    | 38    | 5     | 1      | 3                | 0                | 0                | 0                     | 0                     | 0                     | 41    | 5     | 1      |
| C. D. Leganés · España      | 1.ª           | 2018-19       | 31    | 9     | 2      | 3                | 2                | 0                | —                     | —                     | —                     | 34    | 11    | 2      |
| C. D. Leganés · España      | 1.ª           | 2019-20       | 18    | 4     | 2      | 1                | 0                | 0                | —                     | —                     | —                     | 19    | 4     | 2      |
| C. D. Leganés · España      | Total club    | Total club    | 49    | 13    | 4      | 4                | 2                | 0                | 0                     | 0                     | 0                     | 53    | 15    | 4      |
| Sevilla F. C. · España      | 1.ª           | 2019-20       | 18    | 4     | 0      | 2                | 0                | 0                | 6                     | 2                     | 0                     | 26    | 6     | 0      |
| Sevilla F. C. · España      | 1.ª           | 2020-21       | 38    | 18    | 0      | 5                | 0                | 0                | 9                     | 6                     | 0                     | 52    | 24    | 0      |
| Sevilla F. C. · España      | 1.ª           | 2021-22       | 23    | 5     | 1      | 0                | 0                | 0                | 6                     | 0                     | 0                     | 29    | 5     | 1      |
| Sevilla F. C. · España      | 1.ª           | 2022-23       | 31    | 8     | 1      | 4                | 4                | 0                | 13                    | 6                     | 1                     | 48    | 18    | 2      |
| Sevilla F. C. · España      | 1.ª           | 2023-24       | 33    | 16    | 2      | 1                | 1                | 0                | 7                     | 3                     | 0                     | 41    | 20    | 2      |
| Sevilla F. C. · España      | Total club    | Total club    | 143   | 51    | 4      | 12               | 5                | 0                | 41                    | 17                    | 1                     | 196   | 73    | 5      |
| Fenerbahçe S. K. Turquía    | 1.ª           | 2024-25       | 34    | 20    | 4      | 4                | 4                | 1                | 14                    | 6                     | 0                     | 52    | 30    | 5      |
| Fenerbahçe S. K. Turquía    | 1.ª           | 2025-26       | 0     | 0     | 0      | 0                | 0                | 0                | 2                     | 1                     | 1                     | 2     | 1     | 1      |
| Fenerbahçe S. K. Turquía    | Total club    | Total club    | 34    | 20    | 4      | 4                | 4                | 1                | 16                    | 7                     | 1                     | 54    | 31    | 6      |
| Total carrera               | Total carrera | Total carrera | 274   | 98    | 13     | 23               | 11               | 1                | 58                    | 24                    | 2                     | 354   | 133   | 16     |

### Selecciones
| Selección | Año   | Amistosos | Amistosos | Amistosos | África | África | África | Mundial | Mundial | Mundial | Total | Total | Total  | Media goleadora |
| Selección | Año   | Part.     | Goles     | Asist.    | Part.  | Goles  | Asist. | Part.   | Goles   | Asist.  | Part. | Goles | Asist. | Media goleadora |
| --------- | ----- | --------- | --------- | --------- | ------ | ------ | ------ | ------- | ------- | ------- | ----- | ----- | ------ | --------------- |
| Marruecos | 2016  | 3         | 0         | 0         | 3      | 0      | 0      | —       | —       | —       | 6     | 0     | 0      | 0.00            |
| Marruecos | 2017  | 4         | 0         | 0         | 5      | 1      | 1      | —       | —       | —       | 9     | 1     | 1      | 0.11            |
| Marruecos | 2018  | 2         | 2         | 0         | 4      | 2      | 0      | 1       | 1       | 0       | 7     | 5     | 0      | 0.71            |
| Marruecos | 2019  | 4         | 0         | 0         | 6      | 3      | 0      | —       | —       | —       | 10    | 3     | 0      | 0.30            |
| Marruecos | 2020  | 2         | 1         | 0         | 1      | 1      | 0      | —       | —       | —       | 3     | 2     | 0      | 0.67            |
| Marruecos | 2021  | 2         | 0         | 0         | 3      | 0      | 0      | —       | —       | —       | 5     | 0     | 0      | 0.00            |
| Marruecos | 2022  | 3         | 1         | 0         | 7      | 3      | 0      | 7       | 2       | 0       | 17    | 6     | 0      | 0.35            |
| Marruecos | 2023  | 5         | 0         | 0         | 3      | 0      | 0      | —       | —       | —       | 8     | 0     | 0      | 0.00            |
| Marruecos | 2024  | 3         | 2         | 0         | 10     | 4      | 1      | —       | —       | —       | 13    | 6     | 1      | 0.46            |
| Marruecos | 2025  | 1         | 0         | 0         | 2      | 0      | 1      | —       | —       | —       | 3     | 0     | 1      | 0.00            |
| Total     | Total | 29        | 6         | 0         | 44     | 14     | 3      | 8       | 3       | 0       | 81    | 23    | 3      | 0.28            |
| 1. 2.     |       |           |           |           |        |        |        |         |         |         |       |       |        |                 |

### Tripletes
| 1 | 10 de febrero de 2019 | Municipal de Butarque, Leganés  | C. D. Leganés - Real Betis       |  | 3 - 0 | Primera División 2018-19 |
| 2 | 9 de enero de 2021    | Ramón Sánchez-Pizjuán, Sevilla  | Sevilla F. C. - Real Sociedad    |  | 3 - 2 | Primera División 2020-21 |
| 3 | 23 de enero de 2021   | Ramón Sánchez-Pizjuán, Sevilla  | Sevilla F. C. - Cádiz C. F.      |  | 3 - 0 | Primera División 2020-21 |
| 4 | 4 de enero de 2023    | Municipal de Linarejos, Linares | Linares Deportivo - Sevilla F.C. |  | 0 - 5 | Copa del Rey 2022-23     |

## Palmarés

### Títulos nacionales
| Título                 | Club               | País   | Año     |
| ---------------------- | ------------------ | ------ | ------- |
| Tercera División G. IX | Atlético Malagueño | España | 2015-16 |
| Tercera División G. IX | Atlético Malagueño | España | 2016-17 |

### Títulos internacionales
| Título                 | Club          | Sede     | Año     |
| ---------------------- | ------------- | -------- | ------- |
| Liga Europa de la UEFA | Sevilla F. C. | Alemania | 2019-20 |
| Liga Europa de la UEFA | Sevilla F. C. | Hungría  | 2022-23 |

### Distinciones individuales
| Distinción                                         | Año  |
| -------------------------------------------------- | ---- |
| Jugador del año del Leganés                        | 2019 |
| Mejor jugador del mes de enero 2021 de LaLiga      | 2021 |
| Miembro del mejor once africano de France Football | 2021 |
| Mejor jugador del mes de abril 2023 de LaLiga      | 2023 |